# Michael Valgren
Michael Valgren Hundahl (tidligere Andersen; født 7. februar 1992 i Østerild, Thy) er en dansk professionel cykelrytter, som kører for EF Education-EasyPost. Fra 2014 til 2016 kørte han for Team Tinkoff, hvor han bl.a. deltog i Vuelta a España i 2014 og Tour de France i 2015 og 2016. I 2018 vandt han Amstel Gold Race og Omloop Het Nieuwsblad.

## Tidlig karriere
Michael Valgrens startede som 12-årig i Thy ved den lokale cykelklub Thy Cykle Ring.
Som U23-rytter var Michael Valgren blandt de mest succesfulde på sin årgang.[kilde mangler] Som rytter på Team Cult-Energy formåede han blandt andet at vinde U23-udgaven af Liège-Bastogne-Liège to gange og har generelt specialiseret sig som en dygtig rytter i bakkede terræner.

## Professionel karriere
I 2014 blev Michael Valgren professionel ved Tinkoff-Saxo. Hans største resultat til dato er sejren i forårsklassikeren Amstel Gold Race i april 2018. Valgren vandt desuden PostNord Danmark Rundt i 2014 og 2016. Kort efter Tour de France 2018 blev det offentliggjort, at Valgren skifter til Team Dimension Data efter 2018-sæsonen.
I november 2020 underskrev Valgren en to-årig kontrakt med EF Education-Nippo.
| År   | Resultater |
| ---- | --- |
| 2021 | - Vandt Giro della Toscana - Vandt Coppa Sabatini - Bronze ved VM i landevejscykling                                                       |
| 2018 | - Vandt Omloop Het Nieuwsblad - Vandt Amstel Gold Race - 4. plads ved Flandern Rundt                                                       |
| 2016 | - Vandt PostNord Danmark Rundt - 2. plads ved Amstel Gold Race                                                                             |
| 2015 | - Deltagelse ved Tour de France |
| 2014 | - Dansk mester i linjeløb - Samlet 3. plads, 4 Jours de Dunkerque - Samlet 4. plads, Tour des Fjords - Samlet vinder af Post Danmark Rundt |

### Grand Tour tidslinje
| Grand Tour | 2014 | 2015 | 2016 | 2017 | 2018 | 2019 | 2020 | 2021 |
| ---------- | ---- | ---- | ---- | ---- | ---- | ---- | ---- | ---- |
| Giro       | —    | —    | —    | —    | —    | —    | —    | —    |
| Tour       | —    | WD   | 77   | 61   | 44   | 75   | 73   | 53   |
| Vuelta     | 128  | —    | —    | —    | —    | —    | 33   | —    |

WD = Gennemførte ikke; IP = I gang

### Resultater fra klassikere og monumenter
| Monument                        | 2014                                  | 2015                                  | 2016                                  | 2017                                  | 2018                                  | 2019                                  | 2020                                  | 2021 |
| ------------------------------- | ------------------------------------- | ------------------------------------- | ------------------------------------- | ------------------------------------- | ------------------------------------- | ------------------------------------- | ------------------------------------- | ---- |
| Milano-Sanremo                  | —                                     | —                                     | —                                     | 35                                    | 97                                    | —                                     | 99                                    | 52   |
| Flandern Rundt                  | —                                     | —                                     | —                                     | 11                                    | 4                                     | 102                                   | 21                                    | DNF  |
| Paris-Roubaix                   | Har ikke deltaget gennem sin karriere | Har ikke deltaget gennem sin karriere | Har ikke deltaget gennem sin karriere | Har ikke deltaget gennem sin karriere | Har ikke deltaget gennem sin karriere | Har ikke deltaget gennem sin karriere | Har ikke deltaget gennem sin karriere |      |
| Liège-Bastogne-Liège            | DNF                                   | DNF                                   | 14                                    | —                                     | 19                                    | DNF                                   | DNF                                   | 58   |
| Giro di Lombardia               | —                                     | —                                     | —                                     | —                                     | —                                     | 40                                    |                                       |      |
| Klassikere                      | 2014                                  | 2015                                  | 2016                                  | 2017                                  | 2018                                  | 2019                                  | 2020                                  | 2021 |
| Omloop Het Nieuwsblad           | —                                     | —                                     | —                                     | 30                                    | 1                                     | 45                                    | 21                                    | —    |
| Kuurne-Bruxelles-Kuurne         | —                                     | —                                     | —                                     | 54                                    | 89                                    | DNF                                   | 44                                    | —    |
| Strade Bianche                  | —                                     | —                                     | —                                     | 36                                    | —                                     | 45                                    | 30                                    | —    |
| E3 Harelbeke                    | —                                     | —                                     | —                                     | 6                                     | 14                                    | 39                                    | NH                                    | —    |
| Dwars door Vlaanderen           | —                                     | —                                     | —                                     | —                                     | DNF                                   | 29                                    | NH                                    | 45   |
| Gent-Wevelgem                   | —                                     | —                                     | —                                     | 33                                    | 26                                    | DNF                                   | 93                                    | —    |
| Amstel Gold Race                | 123                                   | 22                                    | 2                                     | 35                                    | 1                                     | 53                                    | NH                                    | 13   |
| La Flèche Wallonne              | DNF                                   | DNF                                   | 96                                    | DNF                                   | 50                                    | 100                                   | —                                     | 46   |
| Bretagne Classic                | —                                     | 45                                    | 16                                    | 33                                    | 2                                     | 4                                     | —                                     | 22   |
| Grand Prix Cycliste de Québec   | —                                     | 125                                   | 99                                    | —                                     | 9                                     | 19                                    | NH                                    |      |
| Grand Prix Cycliste de Montréal | —                                     | 33                                    | 23                                    | —                                     | 8                                     | 5                                     | NH                                    |      |

| —   | Deltog ikke             |
| DNF | Gennemførte ikke        |
| NH  | Ikke afholdt (Not held) |